# Cliff Chilcott
Clifford Watts „Cliff” Chilcott, poprzednio Jones (ur. 28 czerwca 1898 w Blackpool, zm. 18 lipca 1970 w Toronto) – kanadyjski zapaśnik walczący w stylu wolnym. Olimpijczyk z Paryża 1924, gdzie zajął czwarte miejsce w wadze piórkowej.
Złoty medalista igrzysk wspólnoty narodów w 1930 roku.

## Letnie Igrzyska Olimpijskie 1924
| Konkurencja      | Rundy eliminacyjne         | Rundy eliminacyjne    | Rundy eliminacyjne | Turniej o srebrny medal  | Klas. końcowa |
| Konkurencja      | Przeciwnik I               | 1/4                   | 1/2                | Przeciwnik I             | Miejsce       |
| ---------------- | -------------------------- | --------------------- | ------------------ | ------------------------ | ------------- |
| 61 kg styl wolny | Fernando Cavallini (ITA) Z | Claude Angelo (AUS) Z | Robin Reed (USA) P | Katsutoshi Naitō (JPN) P | 6.            |